# Pentanthera (sección)
Rhododendron sección Pentanthera es una sección del subgénero Pentanthera perteneciente al género Rhododendron. Comprende de 15-16 especies de arbustos caducifolios nativas de las regiones templadas del Hemisferio Norte.
Incluye dos subsecciones:
- Pentathera
- Sinensia

## Subsección Pentanthera (14 especies)
- Rhododendron alabamense
- Rhododendron arborescens
- Rhododendron atlanticum
- Rhododendron austrinum
- Rhododendron calendulaceum
- Rhododendron canescens
- Rhododendron cumberlandense
- Rhododendron flammeum
- Rhododendron luteum
- Rhododendron occidentale
- Rhododendron periclymenoides
- Rhododendron prinophyllum
- Rhododendron prunifolium
- Rhododendron viscosum

## Subsección Sinensia (1 especie)
- Rhododendron molle (syn. R. japonicum)